# Marcel d'Apamée
Marcel d'Apamée, mort en 389 est un évêque et martyr, célébré comme saint par l'Église catholique le 14 août.

## Biographie
Magistrat de la ville, il est élu évêque d'Apamée, en Syrie.
Il fait détruire le temple de Zeus à Apamée et des sanctuaires ruraux païens conformément à un édit de l'empereur Théodose Ier. Il meurt assassiné par des païens alors qu'il supervisait la destruction d'un temple païen.  